# Борьба за Македонию
Борьба́ за Македо́нию (греч. Μακεδονικός αγώνας — «македонская борьба», кафаревуса: Μακεδονικός Ἀγών, болг. Македонска борба, серб. Борба за Македонију, макед. Борба за Македонија, тур. Makedonya Mücadelesi) — вооружённый конфликт 1904—1908 годов между новыми независимыми балканскими государствами: Болгарией, Грецией и Сербией за крупную историческую область Македонию, находящейся под властью Османской империи. В этот период Османская империя находилась в большом экономическом и политическом кризисе. Все новые государства имели свои интересы в Македонии, ее расположение было стратегически важно для каждой из них.

## Предпосылки
В Греции существовала Великая идея энозиса всех территорий, в прошлом и настоящем населённых греками. Несмотря на то, что за 5 столетий турецкой власти часть многонационального населения перешла в ислам, историческая память всё же сыграла очень важную роль в росте греческого национализма и усиления отрядов греческих боевиков в регионе, поскольку Салоники — столица Македонии — некогда являлась вторым после Константинополя городом Византийской империи — средневековой греческой империи. Важный след оставил геноцид греческого населения Эгейской Македонии: в апреле 1822 года по приказу Мехмета Эминa-Паши произошло убийство после восстания всех греков города и округа Науса. На место убитых турками греков направили славянских поселенцев. Кроме того, проиграв греко-турецкую войну 1897 года, греческое общество желало реванша.
Сербы и болгары стремились получить выход к Эгейскому морю, турки и в особенности младотурки хотели сохранить и расширить мусульманское государство на Балканах. Болгары же под руководством ВМОРО боролись за автономию Македонии, за распространение болгарского языка и культуры в пределах уже достигнутой ими церковной автономии: Болгарского экзархата.
Как отмечали российские путешественники, борьба греков и болгар ожесточилась уже ко второй половине XIX века. На спорной территории от Македонии до Константинополя отдельно и недружелюбно существовали болгарская и греческая православные национальные церкви. Каждая из них в отдельности была ответственна перед Султаном за сбор налогов. Под эгидой турецких властей в небольших местностях христиан вынуждали принадлежать к той церкви, которая в данной местности составляла 2/3 верующих, священники даже принуждали верующих изменять имена и фамилии с греческих на славянские или со славянских на греческие.

## Боевые действия
С начала 1902 года в этот конфликт включилась Внутренняя македонско-одринская революционная организация и инструкторы, специально присланные из Болгарии. В 1904 году появились офицеры и добровольцы, присланные из Греции.
Межэтнические столкновения носили крайне ожесточённый характер, иногда принимая формы на грани геноцида.Так, по информации болгарских источников, в деревне Загоричани, округ Кастория, 25 марта 1905 года греки убили 78 болгар, включая женщин и детей. По информации греческих источников, греческие силы были присланы с 1904 года из-за необходимости организации греческой самообороны от многократных нападений болгарских банд на местности, населенные греками. Македония оказалась втянута в ожесточённую межэтническую войну (1905—1908) всех против всех (в борьбе за Македонию участвовали сербы, болгары, греки, турки, албанцы, влахи).
Насилие в регионе прекратилось лишь после активного вмешательства турецкого правительства, но возобновилось вновь с 1910 года, а также в период 1-й и 2-й Балканских войн, завершившихся разделом исторической Македонии между тремя государствами: Грецией, Болгарией и Сербией. Ряд местных этнических групп (аромуны, мегленорумыны) своих территориальных образований создать не смогли.

## Память
Для ветеранов конфликта Второй Греческой Республикой в 1931 году была учреждена медаль "За Борьбу за Македонию" в трёх степенях, после реставрации в 1936 году осуществлён выпуск королевской версии медали.

## Последствия
Успех усилий Греции в Македонии был опытом, который придал уверенности стране. Это помогло развить намерение аннексировать грекоязычные районы и укрепить греческое присутствие в Македонии, все еще находившейся под властью Османской империи.
События в Македонии, в частности последствия конфликтов между греческими и болгарскими национальными активистами, включая массовые убийства греками болгарского населения в 1905 и 1906 годах, привели к погромам греческих общин численностью около 70 000-80 000 человек, проживавших в Болгарии, которые, как считалось, разделяли ответственность за действия греческих партизанских групп.
Тем не менее, движение младотурок привело к нескольким случаям сотрудничества между греческими и болгарскими бандформированиями, в то время как на этот раз официальная политика обеих стран продолжает поддерживать проникновение вооруженных боевиков в Османскую Македонию, но без полной гарантии того, что там не будет нападений друг на друга.
Независимой республикой в составе Федеративной народной республики Югославия Македония стала в 1945 году.